# 9,10-二苯蒽
9,10-二苯蒽是一种稠环芳烃，化学式为C26H18，为淡黄色的粉末。它在化学荧光中用作感光剂。它可以产生蓝色荧光，用于荧光棒中。它的分子半导体特性可以用于OLED中。

## 拓展阅读
- Polycyclic aromatic hydrocarbons（页面存档备份，存于）, Australian National Pollutant Inventory